# Motoi Ōkoshi
Motoi Ōkoshi (jap. 大越 基, Ōkoshi Motoi; * 20. Mai 1971 in Shichigahama, Miyagi) ist ein ehemaliger japanischer Baseballspieler. Der mit Rechts werfende und schlagende Outfielder spielte zwischen 1993 und 2003 für die Fukuoka Daiei Hawks in der japanischen Profiliga.
Ōkoshi nahm im dritten Jahr seiner Oberschulzeit als Toppitcher der Sendai-Ikuei-Gakuen-Oberschule an beiden Kōshien-Turnieren teil. 1992 wurde er in der ersten Runde von den Hawks gedraftet. Erst 1994 kam er zu seinen 13 ersten Profieinsätzen als Pitcher, davon einer als Starter. 1996 wechselte Ōkoshi ins Outfield, kam aber auch aufgrund von Verletzungen erst ab 1999 häufiger zum Einsatz. Nach der Saison 2003 beendete Ōkoshi seine Karriere, in der er in insgesamt 365 Einsätzen einen Schlagdurchschnitt von .237 erzielt hatte.